# Извршни одбор српске четничке организације
Извршни одбору српске четничке организације је био Извршни одбор у Врању, потчињен Централном одбору српске четничке организације. Основан је у основној школи у Врању, 19. августа 1903. године. Седиште Извршног одбора је било на спрату куће која се и данас налази на главном врањском тргу.

## Историја
Након гушења илинданског устанка и комуникације са пребеглим македонским и бугарским устаницима, познавањем лошег стања Срба у Македонији одлучено је да установи четнички одбор. Тако су почетком августа 1903. организовали у врањској основној школи (са тридесет најугледнијих врањанаца) Извршни одбору српске четничке организације. Одбор је изгласао за председника Живојина Рафајловића, секретара Михајла Стевановића и благајника кафеџију Панту Јовановића, док су чланови постали инспектор монополске управе дувана Милан Граовац, шеф железничке станице Светислав Лукић, апотекар Велимир Карић, трговац Тома Стајић, апотекар Пера Кушаковић, судија Тома Ђурђевић, професор Сима Златичанин, ветеринар Божа Драгичевић и још неколико осталих.

#### Задатак одбора
Задаци Извршног одбора у Врању, који је тада био погранични град са Османским царством, били су пребацивање чета на територију Труске и њихов прихват на повратку у Србију, омогућавање преноса оружја, муниције и другог материјала. Обезбеђивати сигурност постојећих и нових канала за прелазал, одабир способних путовођа, примање шифрованих порука са терена и спровођење у Главни одбор.

#### Обућни центар
Врање је тиме постало оперативни центар Српске четничке организације и главна карика између чета на територији Турске и Србије. Четници су из Београда или са подручја Македоније долазили до Врања, где их је прихватио Извршни одбор и смештао на имања Живојина Рафајловића или у закупљену кућу у Врању. Први полигон за обуку четника у руковању са пушком, камом и бомбом је била клисура Казанђол, изнад Врања. Из Београда су набављена два графитна лонца за топљење метала, а Врањанац по надимку Пепек је тајно изливао прве ручне бомбе. Експлозивни материал је набављао адвокат Кушаковић. Прилог Срба из Врањске области у износу 10.000 динара у злату употребљен је за набавку одела, оружја и других намирница.
- Живојин Рафајловић
- Велимир Карић